# تنگه وتار
تنگه وِتار (اندونزیایی: Selat Wetar , پرتغالی: Estreito de Wetar , تتومی: Estreitu Wetar) قسمت شرقی جزیره تیمور را از جزیره وتار جدا می‌کند؛ بنابراین بین کشورهای اندونزی در شمال و تیمور شرقی در جنوب قرار دارد. در غرب آتائورو و در آن سوی تنگه امبای قرار دارد. در شرق تنگه وتار نیز قسمت جنوبی دریای باندا و جنوبی‌ترین جزایر مالوکو جای گرفته‌اند. در باریک‌ترین نقطه آن، تنگه ۳۶ است کیلومتر عرض دارد.